# Subculturas de extrema-direita
Subculturas de extrema-direita refere-se ao simbolismo, ideologia e traços que têm relevância aos vários grupos e organizações politicamente de direita extrema. Existem três tipos de subculturas dentro dos movimentos de extrema-direita para distinguir: parasitismo subcultural, criação subcultural à volta de ideologia e subculturas que se interligam a movimentos de extrema-direita.

## Parasitismo subcultural

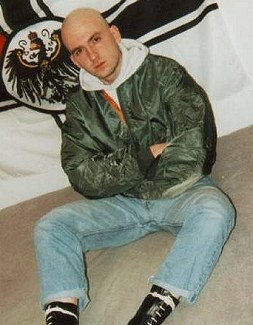
Um skinhead neo-Nazi da Alemanha

Os ideologistas da extrema-direita tentam infiltrar-se em subculturas para espalhar as suas ideias entre eles. Estas tentativas são definidas como parasitismo subcultural. A subcultura mais conhecida que foi tomada pela extrema-direita e neo-Nazis é o espaço Skinhead, que originalmente começou na Grã-Bretanha. Alguns exemplos de parasitismo subcultural: o Nipster, infiltração do Hipster por neo-Nazis (Nazi Hipster); Nazi punk, infiltração da subcultura de Heavy metal, conhecido como black metal Nacional Socialista. Subculturas como a subcultura gótica e a subcultura do Hip Hop também têm sido infiltradas por movimentos e ideologistas de extrema-direita. Alguns outros exemplos para subculturas de extrema-direita ou neo-Nazi: Nazismo esotérico e Satanismo Nazi.

## Contra-subversão cultural
Existe outra estratégia à qual os neo-nazis e movimentos de extrema-direita utilizam, e é chamada de subversão cultural. Esta estratégia usa formas já existentes de expressão e organização e dá-lhes um significado de extrema-direita. Alguns exemplos:
- Música: uso de músicas já existentes e a mudança da sua letra em letras que são nacionalistas ou racistas
- Slogans: a mudança do slogan de esquerda 'Viva a solidariedade internacional' para o slogan nacionalista 'Viva a solidariedade nacional'
- Formas de Organização: formas democráticas de organização são copiadas e acomodadas ás ideologias de extrema-direita

## Formas modernas de subculturas de extrema-direita e estilos de vidas em países específicos

### Itália
Durante o seu governo de Itália, o Partido Nacional Fascista fortemente influenciou a moda na procura de autarquia e esta procura de autarquia foi exemplificada pela crença do Partido Nacional Fascista na importância de estética e simbolismo: as roupas tinham que ser produzidas na Itália e também tinham que refletir os valores do povo italiano. Pedaços de roupa como as camisas negras ficaram associadas à Milícia Voluntária para a Segurança da Nação e até ficaram associadas com o regime. Atualmente, neo-fascistas ainda se importam com a roupa, mas expressam o seu interesse com abordagens diferentes. Símbolos e roupas como a Cruz Celta e roupa preta ainda estão presentes e também são associados com partidos políticos e movimentos filo-fascistas, mas similarmente ao caso neo-Nazi, também existe um crescente interesse em "modernidade" e moda, com novas marcas que oferecem roupas casuais e formais que estão mais em linha com a cultura de consumo atual. Esta moda tem levado ao uso de três tipos diferentes de marcas por subculturas neo-fascistas que ainda se interessam por roupa como uma forma de mostrar as suas afiliações políticas, enquanto se preocupam com o que ainda está na moda:
- O uso de marcas que não mostram abertamente símbolos de fascismo mas pensa-se terem como alvo consumidores neo-fascistas com base nas suas escolhas em anúncios e parcerias, com a escolha de testemunhos, modelos, ambiente e até material que relembra o homem arquetípico neo-fascista. Por exemplo, Pivert.[9]
- O uso de marcas que enquanto negam qualquer envolvimento político (a apologia ao fascismo na Itália é oficialmente um crime) baseiam-se fortemente em ícones do regime fascista, usando símbolos, lemas e imagens sem usar o nome do partido enquanto deixando claro qual a sua afiliação política é. Um exemplo é decimaofficialstore.[10]
- O uso de marcas que arbitrariamente têm o poder de identificação com os seus valores políticos pelos membros da subcultura

Cruz celta numa bandeira Neo-Fascista

A apropriação arbitrária de dispositivos modernos da atual cultural de consumo para além dos que são típicos do seu "ancestral" Neo-fascismo não se limita a moda, exemplos de produtos de cultural moderna que não nasceram com esta afiliação política mas foram usados por neo-fascistas para enquadrar os seus valores e expressar a sua aderência aos seus afiliados são os livros de Tolkien, que levaram à experiência "Campi Hobbit" (Campos Hobbit): campos políticos reais onde foi dado espaço a tópicos que são frequentemente ignorados pelas típicas instituições políticas, tais como a produção de música por grupos musicais de extrema-direita, a produção de trabalhos por artistas visuais, a atuação de podcasts de rádio e discussões sobre questões sociais e tópicos como o desemprego dos jovens junto com a atuação de atividades paramilitares. Outro exemplo famoso é a politização do futebol, com os grupos Ultras muitas vezes afiliados a certas ideologias. A maioria dos grupos ultras de facto apresentam pequenas "bandas" dentro dos mesmos que são abertamente neo-fascistas ou pelo menos extremistas de extrema-direita, com grupos como Brigate Gialloblu de Hellas Verona e Vikings da Juventus, que têm um histórico infame de cometer atos de violência, que não estão relacionados ao desporto ou aos ideias das equipas apoiadas.

### Alemanha

#### Organizações de extrema-direita na Alemanha
- Partidos de extrema-direita: Alemanha do leste: Partido Nacional Democrático da Alemanha; Alemanha Ocidental: 'Die Rechte' e 'Dritter Weg'. Todos juntos existem 6,000 membros de partidos de extrema-direita na Alemanha.
- Camaradagens de extrema-direita: a rede Blood & Honour (ou 'Poder Branco'). Ambas as redes estão primariamente a vender música de extrema-direita e a organizar concertos internacionais. As suas ofertas têm um papel importante no estilo de vida da extrema-direita e têm um efeito integrante no ambiente da extrema-direita em geral. A Autonome Nationalisten são uma organização similar. A ideologia é a mesma mas em termos de estética, eles são mais orientados para o seu oponente político na esquerda e copiar os seus estilos de vida e símbolos para os seus propósitos.
- Intelectuais da Neue Rechte (Nova Direita): eles funcionam como uma fonte de inspiração e transmissor de palavras chave.
- Projetos de extrema-direita: Uma inovação nos últimos anos são projetos de extrema-direita no interface da vida virtual e real. Exemplos são o Identitären (Movimento identitário) e o Unsterblichen. O Unsterblichen foi começado extremistas de direita na Alemanha do leste. Eles formularam a perseguição da suposta Volkstods (morte da nação). Que pode ser vista como relação à mudança demográfica da Alemanha e o medo de serem inundados por influências estrangeiras. O Unsterblichen apoderou-se da ideia de flash mob e produziu coreografias de alta qualidade para demonstrações que filmaram profissionalmente e distribuíram com música em redes sociais.[13]

#### Movimento identitário
O Movimento identitário é uma das mais renomeadas culturas juvenis de extrema-direita na Alemanha e também faz parte da Nova Direita. Dentro da Nova Direita, tem quatro características de posição únicas: juventude, um desejo excessivo de ação, cultural popular e Identidade Corporativa. O movimento Identitário alemão usa o Facebook como a sua plataforma principal, onde espalha citações de pensadores famosos do movimento Revolucionário Conservador tais comp Ernst Jünger e Carl Schmitt, artigos do jornal da extrema-direita Sezession e vídeos de várias campanhas.

### Estados Unidos

#### O movimento de direita alternativa americano
A direita alternativa é um movimento político recentemente formado que tem visões extremas em questões políticas, culturais, raciais e religiosas, com os seus temas centrais sendo supremacia branca e nacionalismo branco. Tem ganho proeminência significante desde a corrida para a eleição presidencial de 2016, na qual Donald Trump foi eleito. O típico apoiante da direita alternativa é um cidadão branco não-naturalizado estadounidense, provavelmente uma pessoa cuja linhagem familiar não tem imigração recente para os EUA.

#### Adoção de simbolismo neo-fascista/Nazi

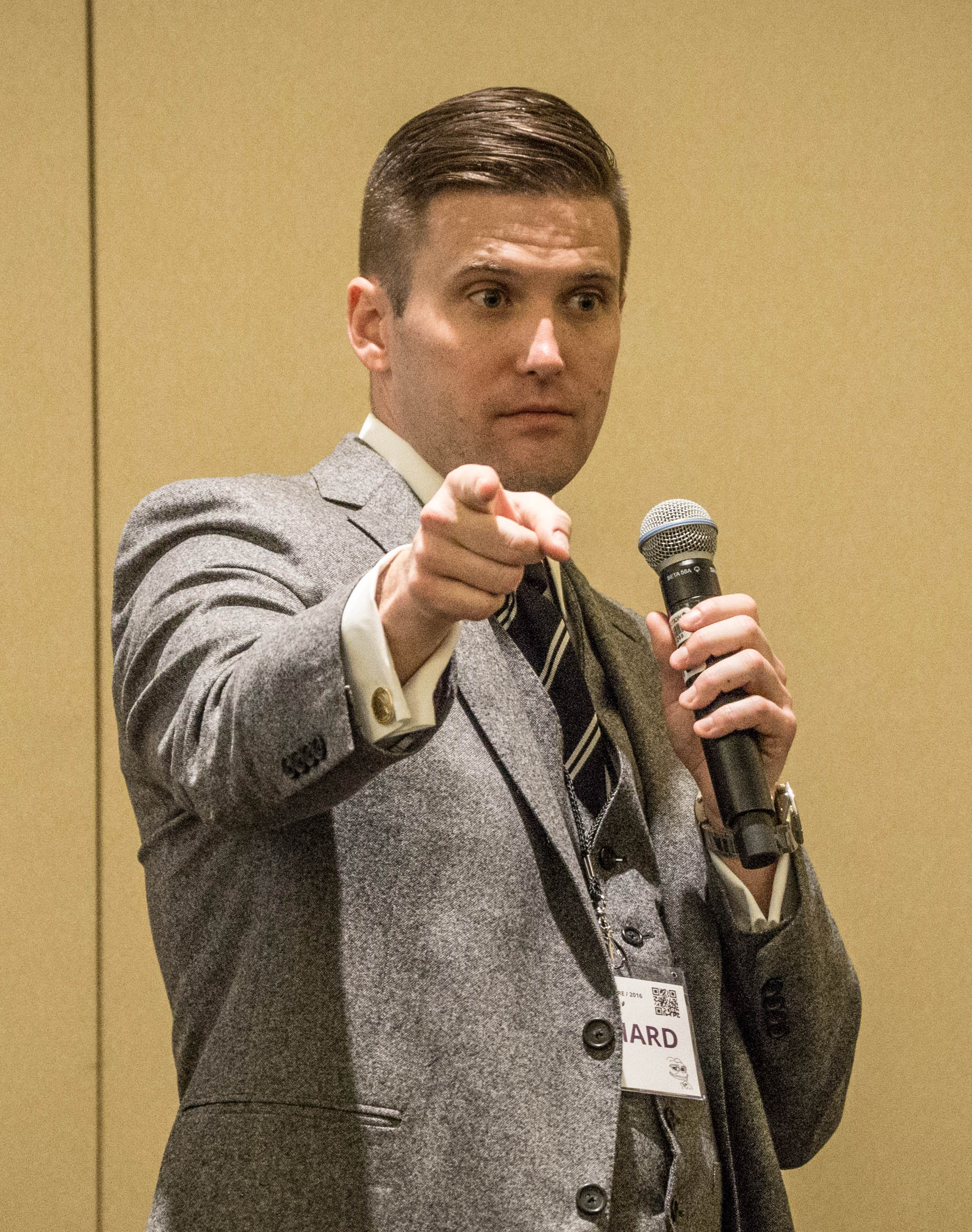
Richard B. Spencer a falar numa reunião de direita alternativa, 2016

Depois da vitória de Donald Trump em novembro de 2016, a exposição e simbolismo que são associados com a direita alternativa tem-se tornado mais distinta. Em meados de novembro de 2016, uma conferência da direita alternativa com aproximadamente 200 pessoas foi realizada em Washington D.C. Um dos oradores neste evento foi o presidente do Instituto de Políticas Nacionais e supremacista branco; Richard Spencer. Membros do público aplaudiram e deram a saudação Nazi quando ele disse, "Salve Trump, salve as nossas pessoas, salve vitória!". O tema paralelo de pureza cultural combinado com conotações totalitárias e outras conotações associadas com história Nazi fornece um apelo estético aos temas e ideias da direita alternativa. Devido à natureza superficial do grupo, o entendimento dos conceitos-chave que estão por detrás destes outros movimentos políticas de extrema-direita são secundários à imagem e cultura visual que são ambos associados a eles.

## Subculturas e marcas de moda da extrema-direita

### Abuso de marca de roupa
Neste caso, abuso de marca de roupa é o abuso de marcas de roupa por movimentos de extrema-direita, tais movimentos abusam de marcas específicas usando-as como símbolos da suas ideologias. Alguns exemplos são Lonsdale, Fred Perry e New Balance. A marca de desporto britânica Lonsdale tornou-se popular no movimento neo-nazi alemão pelas letras 'NSDA' no nome, que se refere ao Partido Nacional-Socialista dos Trabalhadores Alemães (NSDAP, Partido Nazi), que esteve ativo entre 1929 e 1945. A popularidade de Fred Perry pode ser explicada pela demanda no ambiente skinhead. Além disso, a marca oferece camisas pólo com um colarinho nas cores preto-branco-vermelho, que era a cor da bandeira do regime nazi. Ambas as marcas se distanciaram de qualquer associação. Em novembro de 2016, Matthew LeBretton, o vice-presidente dos assuntos públicos da New Balance, criticou o acordo de comércio da Parceria Trans-Pacífica, que a administração Obama liderou e que Donald Trump se opôs. Depois da New Balance defender a sua oposição ao acordo, Andrew Anglin, editor do website de notícias e comentário neo-nazi The Daily Stormer, declarou que New Balance eram os "Sapatos Oficiais do Povo Branco".

### Marcas de roupa que foram criadas à volta da ideologia da extrema-direita
Também existem marcas que foram criadas para neo-nazis, por neo-nazis. Alguns exemplos de marcas de moda nazi são: Ansgar Aryan, Consdaple, Eric and Sons, Masterrace Europe, Outlaw, Reconquista, Rizist, Thor Steinar, Troublemaker, Dryve by Suizhyde, Greifvogel Wear, Hate-Hate, Hermannsland, Sport Frei, Pro Violence.